# Inconsciente colectivo (álbum de Fabiana Cantilo)
Inconsciente colectivo es el octavo álbum solista de la cantante y compositora de rock argentina Fabiana Cantilo. El álbum es un homenaje al rock argentino e incluye temas históricos que han sido interpretados por distintas bandas y músicos claves. En 2006 recibió el premio Gardel y fue disco de platino al superar las 60 000 unidades vendidas.

## Características
El disco incluye temas como «El anillo del Capitán Beto» por Luis Alberto Spinetta, «Yo vivo en esta ciudad» por Pedro y Pablo, «Amanece en la ruta» por Miguel Zavaleta, «Fue amor» por Fito Páez, «Me arde» por Andrés Calamaro, «La Bestia Pop» por Patricio Rey y sus Redonditos de Ricota, «Eiti Leda» por Serú Giran, «Murguita del sur» por la Bersuit Vergarabat, «Spaghetti del rock» por Divididos, Prófugos por Soda Stereo, «Un loco en la calesita» de Fito Páez y algunos de sus temas más conocidos como «Mary Poppins y el deshollinador», «Ya fue» y «Cleopatra, la reina del Twist», éxito que interpretaba cuando pertenecía a Los Twist.
La selección de los temas siguió un método novedoso, ya que inicialmente, Cantilo realizó una selección inicial de 30 temas, y entre ellos, los oyentes de la radio Mega 98.3, eligieron los definitivos.
El álbum está dedicado a Charly García:

Pensé en dedicarle el disco a él, el disco de hecho se llama Inconsciente Colectivo. Pero además Charly siempre fue mi maestro. Yo siempre le llevaba los discos, y a veces él me los tiraba por la ventana. Yo de Spinetta era fan, pero Charly era mi maestro; con el trabajé, él fue el que me dijo que yo podía componer, él me autorizo. Me dijo “esto que estás haciendo es componer” y yo eso no me lo olvido más.
Fabiana Cantilo.

## Canciones
1. El anillo del Capitán Beto (Luis Alberto Spinetta)
2. Yo vivo en esta ciudad (Miguel Cantilo)
3. Amanece en la ruta (Miguel Zavaleta)
4. Donde manda marinero (Andrés Calamaro)
5. La Bestia Pop (Indio Solari/Eduardo Beilinson)
6. Eiti Leda (Charly García)
7. Fue amor (Fito Páez)
8. Murguita del sur (Gustavo Cordera)
9. Un loco en la calesita (Fito Páez)
10. Me arde (Andrés Calamaro)
11. Spaghetti del rock (Ricardo Mollo/Diego Arnedo)
12. Canción de Alicia en el país (Charly García)
13. Prófugos (Gustavo Cerati/Carlos Ficicchia)
14. Nada es para siempre (Fito Páez)
15. Mary Poppins y el deshollinador (Fabiana Cantilo/Fito Páez)
16. Ya fue (Fabiana Cantilo/Fena Della Maggiora)
17. Cleopatra, la reina del twist (Viviana Tellas/Daniel Melingo)

## Videoclips
Además del DVD que muestra toda la grabación del disco, incluyendo los demos y un vídeo de cada canción, Cantilo hizo dos videoclips para promocionar el disco.
- Fue amor
- Canción de Alicia en el país

## Músicos
- Fabiana Cantilo: Voz
- Cay Gutiérrez: Piano y coros
- Marcelo Capasso: Bajo, guitarra eléctrica y acústica
- Javier Miranda: Batería
- Marcelo Predacino: Guitarra eléctrica y acústica
- Leonora Arbiser: Acordeón

### Músicos participantes
En la grabación del álbum participaron los siguientes músicos:
- Fito Páez en "Fue amor" (tema que Páez escribió sobre su relación amorosa con Cantilo), "Un loco en la calesita", "Cleopatra" y "Mary Poppins y el deshollinador"
- Gustavo Cerati en "Eiti Leda"
- Hilda Lizarazu y Daniela Herrero en "Nada es para siempre"
- Gabriel Carámbula en "Yo vivo en una ciudad"
- Daniel Alberto Suárez y Germán Sbarbati de la Bersuit Vergarabat en "Murguita del sur"

Las versiones de las canciones fueron realizadas por Cay Gutiérrez y Marcelo Capazzo.

## Personal
- Producción Artística y Dirección General: Cay Gutiérrez - Marcelo Capasso
- Coproducción: Rafa Vila - Afo Verde
- Ingeniero de Mezcla y Grabación: Javier Caso
- Realizador Ejecutivo y mánager: Margarita Bruzzone
- Asistentes: Martín Valenzuela, Juan Armani, Luciano Lucerna
- Asistente de Grupo y Road Mánager: Francisca Bruzzone
- Idea de Vestuario: Claudia Rojas
- Fotos: Nora Lezano y Sebastián Arpesella
- Diseño: Omar Souto

### Portada
La portada es una foto de perfil de medio cuerpo de Fabiana Cantilo grabando, acodada sobre un atril con la otra mano apoyada en su cintura, en un momento en que canta a voz en cuello. En la carátula posterior, la cantante aparece escuchando el disco, descalza y acostada boca abajo en un sofá negro. En ambas fotos, los colores presentes están todos en la gama del blanco y el negro.

## Premios
- Premios Gardel 2006: mejor álbum artista femenina de rock.
- Premios Grammy Latino 2006: nominado como mejor álbum de rock vocal.